# Andromeda jamesiana
Andromeda jamesiana là một loài thực vật có hoa trong họ Thạch nam. Loài này được Lepage mô tả khoa học đầu tiên năm 1954.